# خانه در انتظار
خانه در انتظار فیلمی به کارگردانی منوچهر عسگری‌نسب و نویسندگی کامبوزیا پرتوی محصول سال ۱۳۶۶ است.نسخه تلویزیونی این فیلم در ۵ قسمت از شبکه دو پخش شد.

## خلاصه داستان
مادر و پسری که بخاطر بمباران و محاصره سوسنگرد از این شهر مهاجرت کرده‌اند و در اقامتگاه جنگ زدگان زنجان زندگی می‌کنند، پدر خانواده را که در گرماگرم جنگ به اتفاق عبدو همسایه شان به آبادان رفته‌است، گم کرده‌اند و هیچگونه خبری از او ندارند. مادر با داشتن بچه مریض هر زمان ردپایی از عبدو به دست می‌آورد، به جستجوی او به راه می‌افتد تا شاید از این طریق بتواند خبری از شوهرش به دست آورد.

## بازیگران
- مهوش افشارپناه
- مریم معترف
- رضا خندان
- محمدمهدی بهرامیان
- کورش سبزاندام
- وحید کلیائی